# Plamensko varjenje in rezanje
Plamensko varjenje in rezanje, tudi plinsko varjenje in rezanje (ang. Oxy-fuel welding and cutting ali pa samo  oxy welding) je, tehnični proces, ki uporablja toploto pri zgorevanju goriva in oksidatorja (oba v plinskem stanju) za varjenje ali pa rezanje. Francoska inženirja Edmond Fouché in Charles Picard sta prva razvila kisik-acetilen varilno napravo.Uporaba čistega kisika omogoča višje temperature kot zrak. Propan z zrakom gori pri 2000 °C, propan s kisikom pri 2500 °C in acetilen s kisikom pri 3500 °C
Plamensko varjenje je eden izmed najstarejših načinov varjenja, če ne štejemo kovaškega varjenja. Še vedno se uporablja v industriji, vendar ga počasi nadomeščajo bolj nove tehnologije. Ima pa določene prednosti, bolj avtonomno delovanje in bolj prenosljiv sistem. Zato se uporablja pri razgradnji ladij
Pri plamenskem varjenju se vari tako, da se stali material in po potrebi doda material.